# In Dream
Pour la chanson de Roy Orbison, voir In Dreams.
Albums de Editors
The Weight of Your Love
(2013) Violence
(2018)
In Dream est le 5e album du groupe britannique de rock Editors, publié en 2015 par PIAS.

## Liste des chansons
| No  | Titre           | Durée |
| --- | --------------- | ----- |
| 1.  | No Harm         | 5:06  |
| 2.  | Ocean Of Night  | 5:05  |
| 3.  | Forgiveness     | 3:44  |
| 4.  | Salvation       | 5:02  |
| 5.  | Life Is A Fear  | 4:24  |
| 6.  | The Law         | 4:51  |
| 7.  | Our Love        | 5:18  |
| 8.  | All The Kings   | 4:53  |
| 9.  | At All Cost     | 4:54  |
| 10. | Marching Orders | 7:45  |

## Accueil critique
Il obtient un score de 66/100, sur la base de 11 critiques collectées, sur le site Metacritic.

## Certifications
| Pays            | Certification | Unités certifiées |
| --------------- | ------------- | ----------------- |
| Belgique (BEA)  | Or            | 15 000            |
| Pays-Bas (NVPI) | Or            | 20 000            |